# خوله بنت حسین
خوله بنت حسين یکی از دختران حسین بن علی است که در روز وقعه الطف شش ساله بود. او در سفر کوفه به شام درگذشت و در بعلبک به خاک سپرده شد.